# フィッツナウ

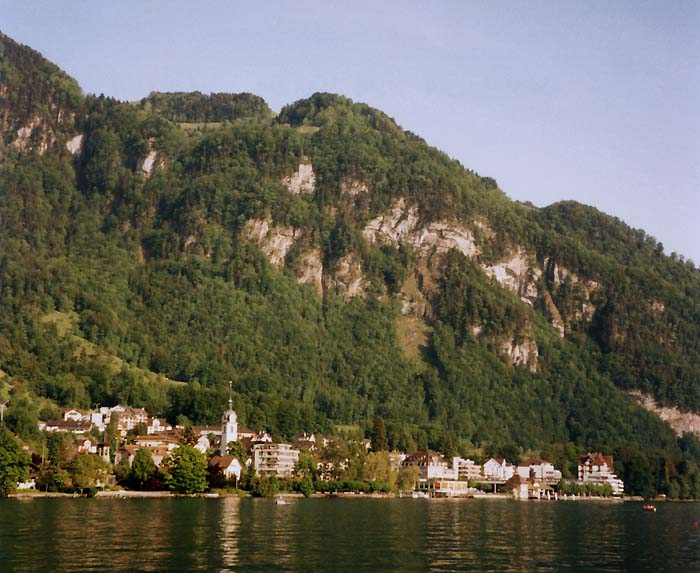

フィッツナウ (Vitznau) は、スイス中央部、ルツェルン州にある基礎自治体である。中央スイス地方有数の観光スポット、リギ山の南側、フィアヴァルトシュテッテ湖（ルツェルン湖）の湖畔に位置する。人口は約1250人（2013年現在）。
リギ山頂まで登山電車が運行しているため、フィッツナウはリギ観光の拠点ともなっている。この登山電車が開通したのは1871年で、ヨーロッパで最初に開通した登山電車である。
最高級クラスのホテル、パークホテル・フィッツナウは、静かな湖畔に建つ城館のような外観が特徴で、フィッツナウを代表するホテルとなっている。フィアヴァルトシュテッテ湖はフィッツナウの西側に位置するため、太陽が湖に落ちる夕暮れの景観が美しい場所として知られている。フィッツナウへはルツェルンから湖船でアクセスできる。